# Wolfgang Leuck
Wolfgang Leuck (* 16. Juni 1932 in Leipzig; † 26. September 2014 ebenda) war ein deutscher Gebrauchsgrafiker und wissenschaftlicher Illustrator.

## Leben und Werk
Leuck war der Sohn des Gebrauchsgrafikers Otto Leuck. Er studierte in den 1950er Jahren in Leipzig an der Hochschule für Grafik und Buchkunst, verließ diese aber ohne Abschluss und blieb lebenslang künstlerischer Autodidakt. Danach arbeitete er in Leipzig als freischaffender wissenschaftlicher Illustrator. Er schuf anfangs vor allem Grafiken zur Illustration ornithologischer Fachliteratur, wobei er sich künstlerisch-ethisch an Karl Neunzig orientierte, und in der Folge äußerst detailgetreue Bilder von Insekten, Amphibien, Reptilien, Schlangen, Fischen und Säugetieren. Ab 1976 entwarf Leuck auch Plakate für den Leipziger Zoo und 2003 das Titel-Signet der Zeitschrift der Deutschen Gesellschaft für Herpetologie und Terrarienkunde, Sekretär.
Wissenschaftler der DDR wie Gerhard Creutz, Werner Hempel, Wolfgang Makatsch, Hans Schiemenz und Martin Schretzenmayr beauftragten Leuck mit der Illustration ihrer Bücher, die zumeist im URANIA-Verlag Berlin/Leipzig erschienen.
Leuck war bis 1990 Mitglied des Verbands Bildender Künstler der DDR.
Er starb in einem Leipziger Pflegeheim.

## Teilnahme an zentralen und wichtigen regionalen Ausstellungen in der DDR
- 1974 und 1979: Leipzig, Bezirkskunstausstellungen
- 1979: Berlin, Ausstellungszentrum am Fernsehturm („Buchillustrationen in der DDR. 1949–1979“)
- 1987/1988: Dresden, X. Kunstausstellung der DDR